# Doris Changeywo
Doris Changeywo (ur. 12 grudnia 1984) – kenijska lekkoatletka specjalizująca się w biegach długich.
W 2005 zdobyła złoty medal w biegu przełajowym podczas mistrzostw Afryki Wschodniej. W 2007 roku zwyciężyła w biegu na 10 000 metrów podczas światowych igrzysk wojska. W kolejnym sezonie wraz z koleżankami z reprezentacji wywalczyła srebrny medal w rywalizacji drużynowej na mistrzostwach świata w biegach na przełaj. W 2010 w biegu na 10 000 metrów była piąta na mistrzostwach Afryki oraz zdobyła srebrny medal igrzysk Wspólnoty Narodów. W 2011 ponownie wystąpiła na światowych igrzyskach wojska, gdzie zdobyła złoty medal w biegu na 10 000 m.

## Osiągnięcia
| Rok  | Impreza                                   | Miejsce        | Konkurencja      | Lokata     | Wynik    |
| ---- | ----------------------------------------- | -------------- | ---------------- | ---------- | -------- |
| 2007 | Światowe igrzyska wojska                  | Hajdarabad     | bieg na 10 000 m | 1. miejsce | 32:32,44 |
| 2008 | Mistrzostwa świata w biegu na przełaj     | Edynburg       | bieg przełajowy  | 4. miejsce | 25:34    |
| 2008 | Mistrzostwa świata w biegu na przełaj     | Edynburg       | drużynowo        | 2. miejsce |          |
| 2010 | Mistrzostwa Afryki                        | Nairobi        | bieg na 10 000 m | 5. miejsce | 32:44,07 |
| 2010 | Igrzyska Wspólnoty Narodów                | Nowe Delhi     | bieg na 10 000 m | 2. miejsce | 32:36,97 |
| 2011 | Mistrzostwa Afryki w biegach przełajowych | Kapsztad       | bieg seniorek    | 3. miejsce | 27:22    |
| 2011 | Mistrzostwa Afryki w biegach przełajowych | Kapsztad       | drużyna seniorek | 1. miejsce |          |
| 2011 | Światowe igrzyska wojskowych              | Rio de Janeiro | bieg na 10 000 m | 1. miejsce | 33:38,93 |

## Rekordy życiowe
- Bieg na 5000 metrów – 15:18,01 (2008)
- Bieg na 10 000 metrów – 31:31,01 (2008)
- Bieg na 10 kilometrów – 31:26 (2011)
- Półmaraton – 1:08:49 (2011)